# Білоусов Євген Олександрович
Євген Олександрович Білоусов (рос. Евгений Александрович Белоусов; 20 грудня 1970) — радянський і російський боксер, чемпіон Європи та призер чемпіонатів світу серед аматорів.

## Аматорська кар'єра
1990 року став чемпіоном СРСР і завоював золоту медаль на Іграх доброї волі, здобувши в першому бою сенсаційну перемогу над Роберто Баладо (Куба), а у фіналі — над Ларрі Дональдом (США).
На чемпіонаті Європи 1991 став чемпіоном.
- В 1/4 фіналу переміг Міку Кільстрема (Фінляндія) — AB 3
- У півфіналі переміг Свілена Русінова (Болгарія) — 29-9
- У фіналі переміг Андреаса Шнідерса (Німеччина) — 33-18

На чемпіонаті світу 1991 року завоював бронзову медаль.
- В 1/8 фіналу переміг Син Вон Чжон (Південна Корея) — RSC 1
- В 1/4 фіналу переміг Генрика Затику (Польща) — 42-8
- У півфіналі програв Роберто Баладо (Куба) — 12-20

На чемпіонаті світу 1993 завоював бронзову медаль.
- В 1/8 фіналу переміг Річарда Ігбайнегу (Нігерія) — 15-14
- В 1/4 фіналу переміг Ніколая Кульпіна (Казахстан) — 10-8
- У півфіналі переміг Свілену Русінову (Болгарія) — 5-7